# John Hoover
John Hoover (* 20. Jahrhundert) ist ein US-amerikanischer Kameramann und Filmproduzent, der 1981 für einen Oscar nominiert war.

## Karriere
Bei seiner ersten Arbeit im Filmbereich, stand Hoover hinter der Kamera für den klassischen Dokumentar-Kurzfilm Since ’45 (1979), der Untersuchungen darüber anstellt, welchen Einfluss die Massenmedien auf die Gesellschaft haben, wobei schockierende Details aufgedeckt werden. Für die 1981 entstandene Dokumentation I Remember Barbra stand Hoover erneut hinter der Kamera. Im Film äußern sich Einwohner von Brooklyn, New York offen, witzig und oft auch berührend zu und über Barbra Streisand und die Einzigartigkeit ihres Ruhms. Im selben Jahr war Hoover auch für den von ihm produzierten Dokumentar-Kurzfilm Urge to Build gemeinsam mit dem Regisseur des Films Roland Hallé für einen Oscar nominiert. Im Film geht es um Bauherren, die ihre Erfahrungen untereinander austauschen. 
Bei dem 1990 erschienenen historischen Dokumentardrama Invention! wirkte Hoover im Bereich Licht/Beleuchtung mit.
Über Hoovers Ausbildung, seinen Werdegang sowie sein weiteres Leben oder sonstige Tätigkeiten ist nichts bekannt.

## Filmografie (Auswahl)
- 1979: Since ’45 (Kurzfilm; Kamera)
- 1981: I Remember Barbra (Kurzfilm; Kamera)
- 1981: Urge to Build (Kurzfilm; Produzent)
- 1990: Invention! (Licht/Beleuchtung)

## Auszeichnung
Academy Awards 1982
- Oscarnominierung für und mit Urge to Build in der Kategorie „Bester Dokumentar-Kurzfilm“ – gemeinsam mit Roland Hallé